# Rotglà i Corberà
Rotglà i Corberà (spanisch Rotglá y Corbera) ist eine Gemeinde (Municipio) mit 1.158 Einwohnern (Stand: 2024) in der spanischen Provinz Valencia. Sie befindet sich in der Comarca La Costera. 

## Geografie
Rotglà i Corberà liegt etwa 60 Kilometer südsüdwestlich von Valencia in einer Höhe von ca. 120 m. Durch die Gemeinde führt die Autovía A-7.

## Demografie
| 1900 | 1930 | 1950 | 1970 | 1981 | 1991 | 2001 | 2011 | 2021 |
| ---- | ---- | ---- | ---- | ---- | ---- | ---- | ---- | ---- |
| 973  | 1006 | 1017 | 1062 | 1068 | 1011 | 1025 | 1208 | 1146 |

## Sehenswürdigkeiten
- Archäologische Fundstellen Carraposa und La Coroneta, vorrömische
- Archäologische Fundstelle El Gars mit römischen Siedlungsresten
- Johanneskirche (Iglesia de Santos Juanes)
- Marienkapelle
- Christuskapelle
- Tabakmuseum
- Rathaus

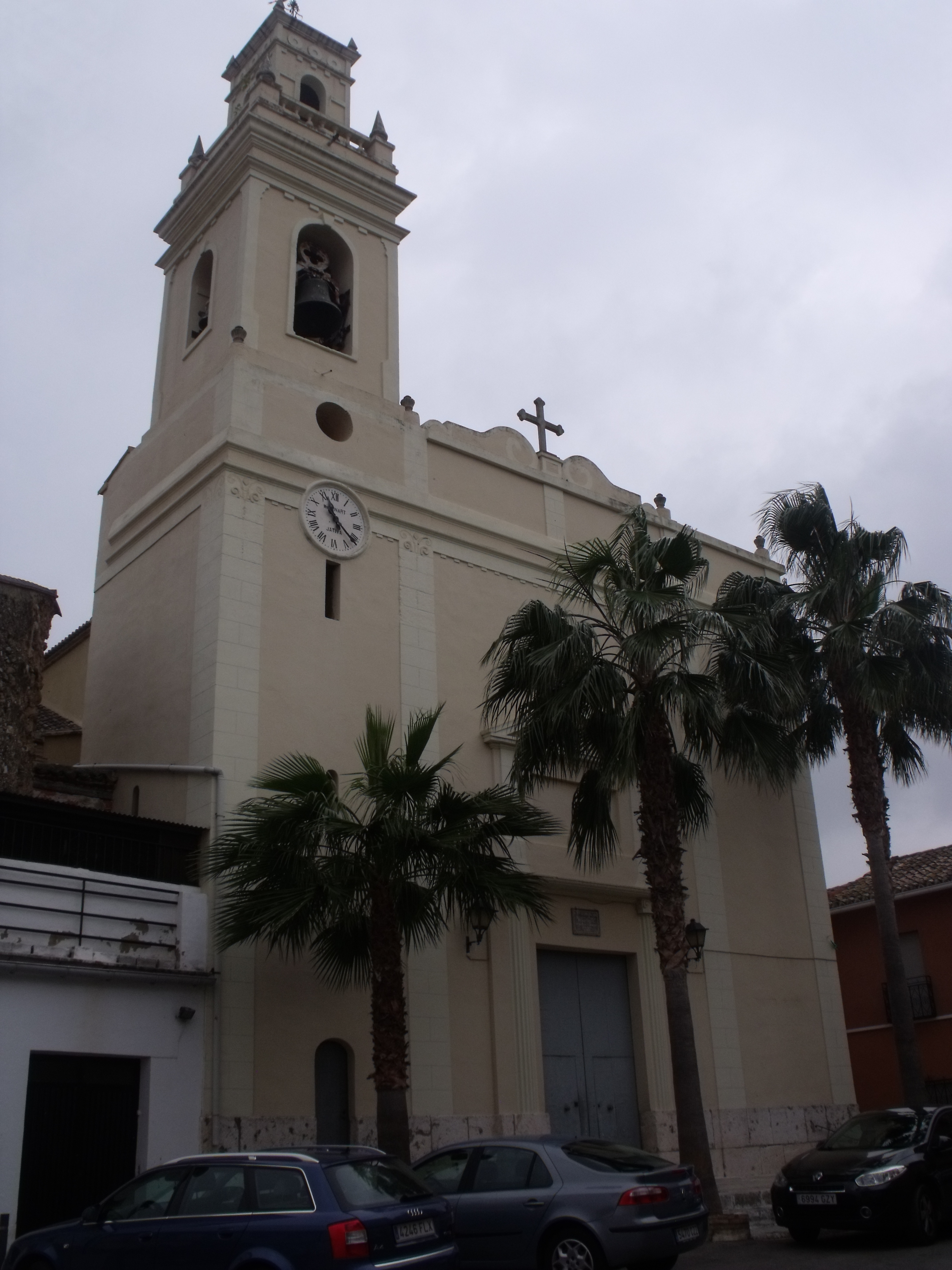
Johanneskirche
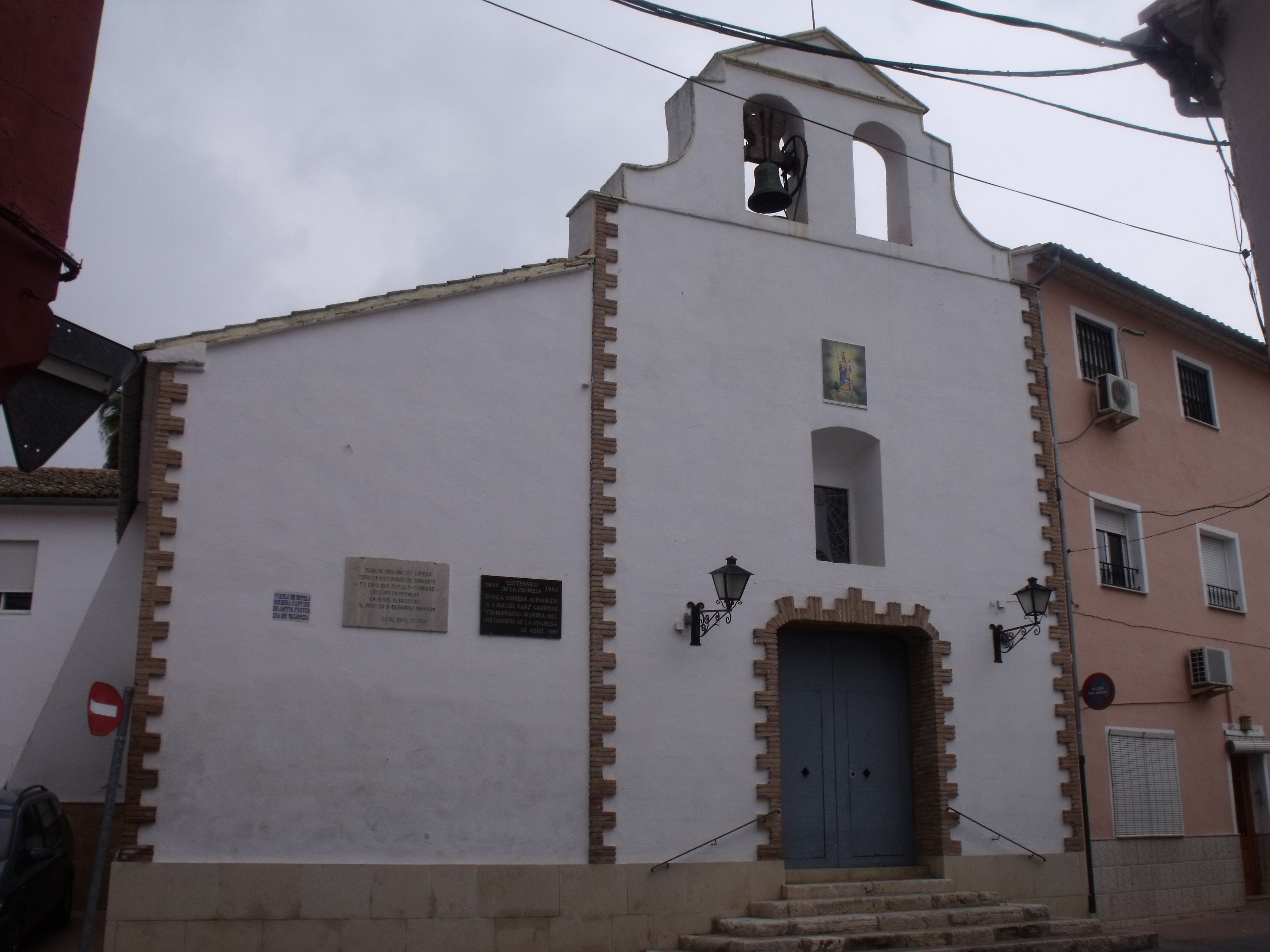
Marienkapelle
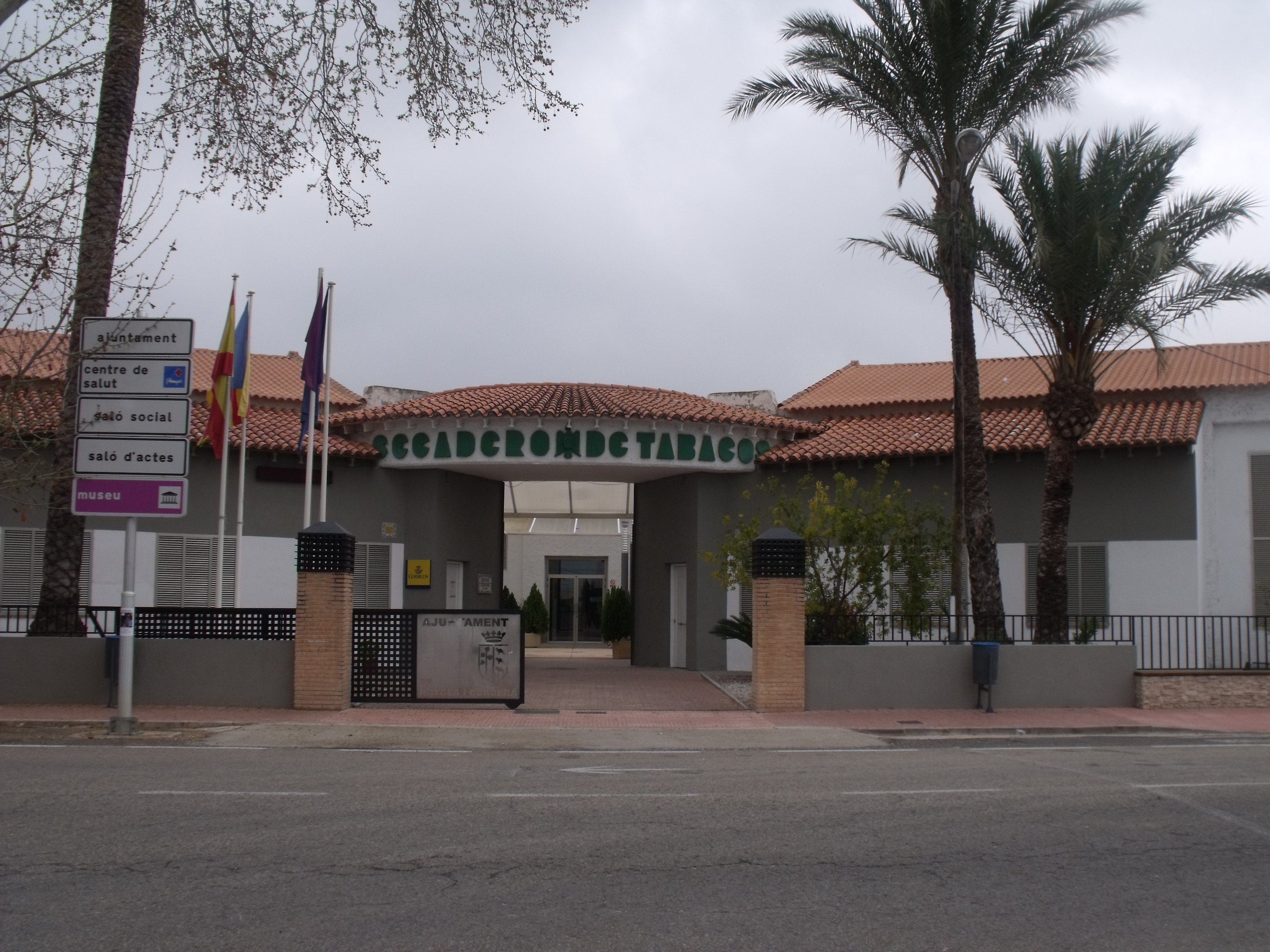
Rathaus